# Mesochorus schwarzi
Mesochorus schwarzi là một loài tò vò trong họ Ichneumonidae.